# Oswald Hewlett Sargent
Oswald Hewlett Sargent ( 5 de diciembre de 1880 - 1952 ) fue un farmacéutico, botánico amateur inglés-australiano. En 1886 con su familia migran a Australia.

## Honores

### Epónimos
- (Adiantaceae) Notholaena sargentii (Christ) Fraser-Jenk.[1]
- (Myoporaceae) Eremophila sargentii (S.Moore) Chinnock[2]
- La abreviatura «O.H.Sarg.» se emplea para indicar a Oswald Hewlett Sargent como autoridad en la descripción y clasificación científica de los vegetales.[3]